# Második római–illír háború
A második római–illír háború vagy második illíriai háború a Római Köztársaság és az Illír Királyság közötti, i. e. 229-től i. e. 168-ig elhúzódó, és Illíria római fennhatóság alá kerülésével záruló háborúinak második összecsapása volt i. e. 219-ben. Az i. e. 3. század közepétől, Agrón és Teuta uralkodása során megerősödött Illír Királyság hadjáratai és kalóztevékenysége a Római Köztársaság katonai és geopolitikai érdekeit, hajósaik személyi biztonságát egyaránt veszélyeztették. Az i. e. 229–228-ban megvívott első római–illír háborúban Róma legyőzte az illíreket, és saját protektorátust szervezve megvetette a lábát a Balkán-félszigeten. Az Illír Királyságot i. e. 227-től régensként vezető Pharoszi Démétriosz idővel hátat fordított az i. e. 228-as békében rárótt kötelezettségeknek, és i. e. 222-től a Rómával szembenálló Makedónia oldalán harcolt a térség háborúiban. Ennek során országához visszacsatolt az addig a római protektorátus védelmét élvező területeket, majd i. e. 220-ban a béke rendelkezéseit nyíltan megsértve flottájával is harci cselekményekbe bocsátkozott. A római hadsereg az i. e. 219 kora tavaszától nyár végéig tartó illíriai hadjáratban Lucius Aemilius Paullus consul vezetésével bevette Dimalét és Pharoszt, megsemmisítette az illír hadsereget, Démétrioszt elűzte a hatalomból, majd újból békét kötött az illírek uralkodójával, Pinnésszel. A meggyengült Illír Királyság történetében válságos időszak következett, az első római–makedón háború során (i. e. 214–205) területeinek nagy részét Makedónia szállta meg.

## Története

### Előzményei

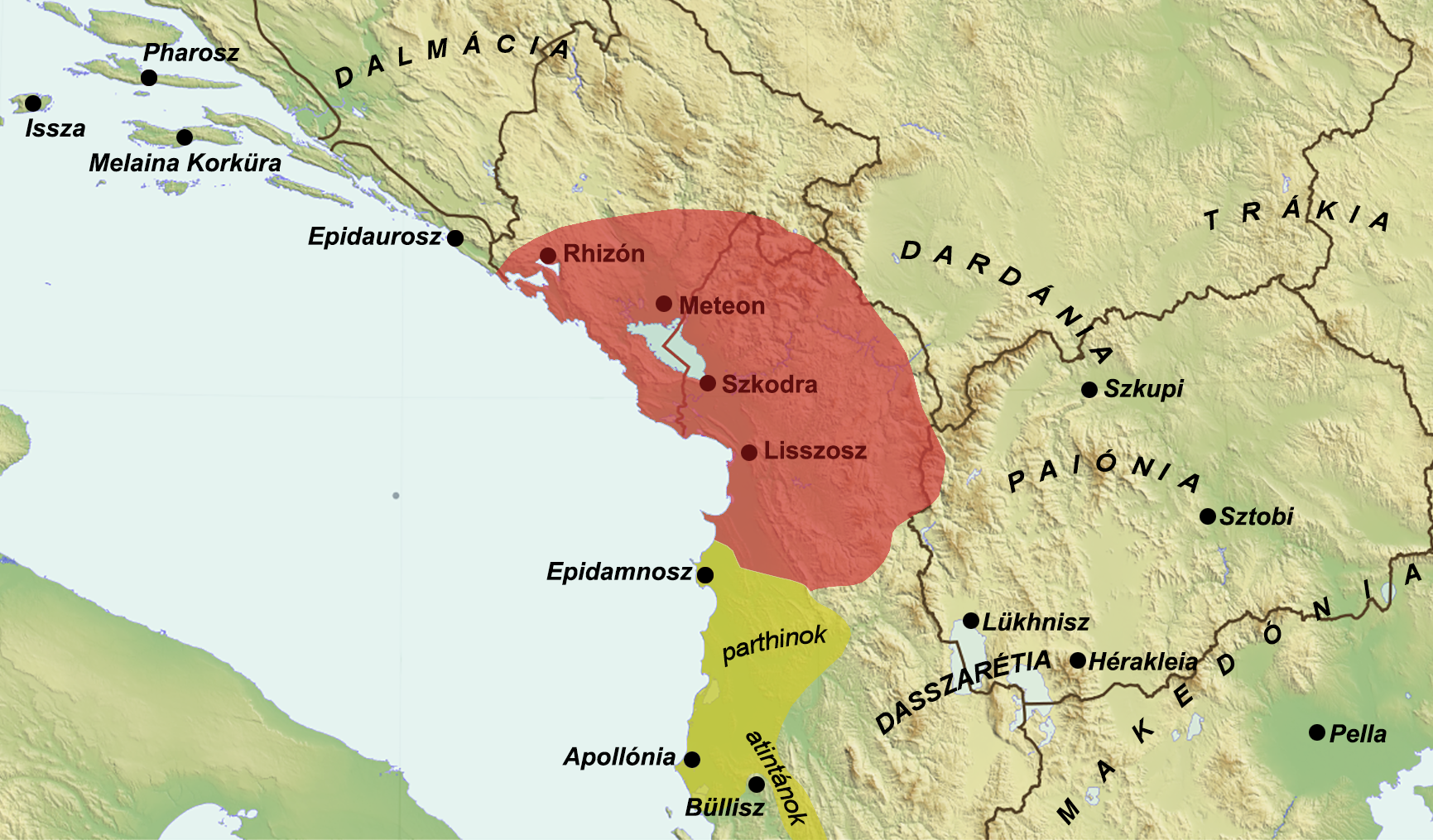
Az Illír Királyság (piros) és a római protektorátus (sárga) feltételezett területe az első római–illír háború végén, (a mai országhatárok jelölésével)

Miután az elvesztett első római–illír háború után, i. e. 227-ben Teuta lemondott régensi hivataláról, a rómaiak jóváhagyásával Pharoszi Démétriosz lett a kiskorú Pinnész király régense. Démétriosz i. e. 225-től a hisztrónokkal szövetkezett, és az Adria északi medencéjének hajósait fenyegették kalóztámadásaikkal. Néhány évvel később, i. e. 222-ben már III. Antigonosz makedón király oldalán harcolt a kleomenészi háborúban, majd i. e. 220-tól az ifjú V. Philipposz oldalán a szövetséges háborúban. A helyzet egyre kaotikusabb lett a Balkán-félszigeten, Ambrakia ismét epiróta kézre került, a dardánok Makedóniát támadták, harcok dúltak Kréta szigetének makedón protektorátus alá kerüléséért. Az illír harcosok a legkülönfélébb hadszíntereken tűntek fel ezekben az években. Démétriosz már korábban visszahódította a rómaiaktól az atintánok koinonját, majd 220–219 telén elfoglalta az atintán területek határán fekvő Dimalét, és nagyobb helyőrséget telepített a városba. Illír harcostársa, Szkerdilaidasz harminc lemboszt bocsátott Makedónia rendelkezésére, emellett i. e. 219-ben fia, Pleuratosz vezetésével négyszáz illír harcolt Kréta szigetén. Szkerdilaidasszal együtt i. e. 220-ban nyíltan megszegték a korábbi béke egyik legfőbb rendelkezését, amikor kilencven hadihajóból álló flottájukkal Lisszosztól délre hajóztak. Róma érdekeit természetesen sértette az i. e. 228-as béke megszegése és protektorátusi területeinek megszállása az illírek részéről. A kaotikus helyzet elharapódzásának azonban kedvezett, hogy a szenátus a punok elleni második háborúra készülődött. Polübiosz szerint azonban a rómaiak végül úgy döntöttek, hogy a várhatóan hosszúra nyúló pun hadjárat előtt okosabb lenne az illíriai helyzetet orvosolni.

### Háborús cselekmények
Pharoszi Démétriosz tisztában volt vele, hogy a Rómával való összecsapás csupán idő kérdése. Ezért politikai ellenfeleit meggyilkoltatta, és saját embereit állította kulcspozíciókba. Megerősítette Dimalé várát, hatezer harcosa élén pedig Pharosz szigetére húzódott vissza, hogy ott várja be a támadást. Számított ugyan a makedónok segítségére, de V. Philipposzt a szövetséges háború eseményei kötötték le. A római hadsereg i. e. 219 tavaszán Lucius Aemilius Paullus consullal az élén kikötött az illíriai Apollóniában. Elsőként a bevehetetlennek tartott, Démétriosz által megerősített Dimalé várát ostromolta meg, és egy héten belül be is vette. Az atintánok és a környező területek népei ezt követően megadták magukat Rómának. A consul a flottával egyenesen Pharosz alá hajózott, és hogy elkerülje a hosszan elhúzódó ostromot, hadicselhez folyamodott. A római sereg egy része titkon a vár közelében elterülő erdős területre vetette be magát, míg a flotta a tenger felől kötötte le a várvédők figyelmét. A stratégia működött, a flotta ostromával elfoglalt pharosziakat meglepték a rómaiak, és a városfalaknál kibontakozó csatában legyőzték Pharoszi Démétriosz illírjeit. A csatatéren a hatezer illír harcos nagy része elesett, a várat pedig a földdel tették egyenlővé a rómaiak. Pharoszi Démétriosz nem várta be az ostrom végét, még annak befejezése előtt elmenekült, és V. Philipposz pellai udvarában kért oltalmat. Régensi uralma véget ért.
A rómaiak a sikeres pharoszi ostrom után még benyomultak néhány illíriai területre, majd újból békét kötöttek, ám ezúttal az immár saját jogán királyként elismert Pinnésszel. Ennek során visszaállították az i. e. 228-as status quót, az Epidamnosz és Apollónia közötti római protektorátust helyreállították, Pinnészt pedig hadisarc megfizetésére kötelezték. Miután a dolgokat i. e. 219. nyár végéig így elrendezték, a consul diadalmasan visszatért Rómába. A Római Köztársaságot ezt követően végképp lefoglalta a punok elleni háború, különösen miután Hannibál i. e. 218-ban a hispániai Saguntumot is meghódította.

### Következményei
Az Illír Királyságot érzékenyen érintette az újabb kudarc. A hadserege javától megfosztott gyengekezű Pinnész nem tudott úrrá lenni az országban kibontakozó társadalmi válságon. Utódja és egyben atyai nagybátyja, az i. e. 217-től uralkodó Szkerdilaidasz ugyan tartotta magát a Róma-barát politikához, és eleinte katonai sikereket is elkönyvelhetett a makedónokkal szemben, ezzel csak V. Philipposz makedón királyt bőszítette fel. Philipposz már i. e. 216-ban megtámadta Illíriát, az i. e. 214-ben kitört első római–makedón háború első éveiben aztán elfoglalta az Illír Királyság nagy részét.